# Quận Tyler, West Virginia
Quận Tyler là một quận thuộc tiểu bang West Virginia, Hoa Kỳ. Theo điều tra dân số năm 2000 của Cục điều tra dân số Hoa Kỳ, quận có dân số người 2. Quận lỵ đóng ở 6

## Địa lý
Theo Cục điều tra dân số Hoa Kỳ, quận có tổng diện tích km2, trong đó có km2 là diện tích mặt nước.

## Thông tin nhân khẩu
Theo điều tra dân số 2 năm 2000, quận đã có dân số 9.592 người, 3.836 hộ gia đình, và 2.834 gia đình sống trong quận hạt. Mật độ dân số là 37 người trên một dặm vuông (14/kmТВ). Có 4.780 đơn vị nhà ở với mật độ trung bình là 19 trên một dặm vuông (7/kmТВ). Cơ cấu dân tộc của cư dân sinh sống ở quận này bao gồm 99,35% người da trắng, 0,02% da đen hay Mỹ gốc Phi, 0,05% người Mỹ bản xứ, 0,08% châu Á, Thái Bình Dương 0,01%, 0,03% từ các chủng tộc khác, và 0,45% từ hai hoặc nhiều chủng tộc. 0,43% dân số là người Hispanic hay Latino thuộc một chủng tộc nào.
Có 3.836 hộ, trong đó 30,30% có trẻ em dưới 18 tuổi sống chung với họ, 61,40% là đôi vợ chồng sống với nhau, 8,60% có một chủ hộ nữ và không có chồng, và 26,10% là không lập gia đình. 23,10% hộ gia đình đã được tạo ra từ các cá nhân và 12,10% có người sống một mình 65 tuổi hoặc cao tuổi hơn. Cỡ hộ trung bình là 2,47 và cỡ gia đình trung bình là 2,89.
Trong quận, dân số đã được trải ra với 23,30% dưới độ tuổi 18, 6,50% 18-24, 26,90% 25-44, 26,90% từ 45 đến 64, và 16,50% từ 65 tuổi trở lên đã được những người. Độ tuổi trung bình là 41 năm. Đối với mỗi 100 nữ có 95,50 nam giới. Đối với mỗi 100 nữ 18 tuổi trở lên, đã có 94,90 nam giới.
Thu nhập trung bình cho một hộ gia đình trong đã đạt mức USD 29.290, và thu nhập trung bình cho một gia đình là USD 35.320. Phái nam có thu nhập trung bình USD 34.250 so với 18.140 USD của phái nữ. Thu nhập bình quân đầu người là 15.216 USD. Có 12,20% gia đình và 16,60% dân số sống dưới mức nghèo khổ, bao gồm 24,00% những người dưới 18 tuổi và 12,70% của những người 65 tuổi hoặc hơn.